# Riesentafelente

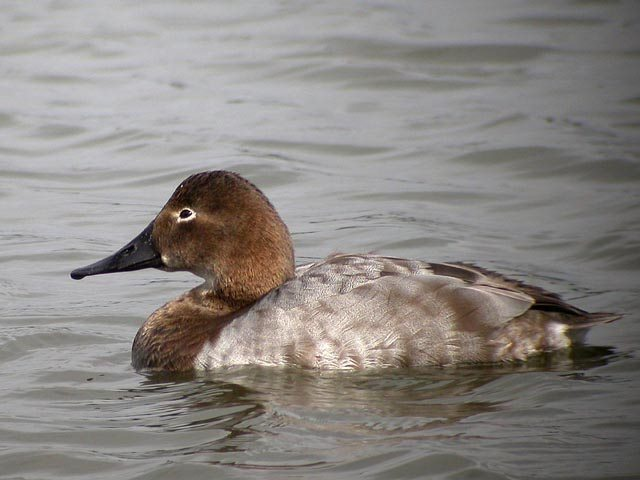
Weibchen der Riesentafelente

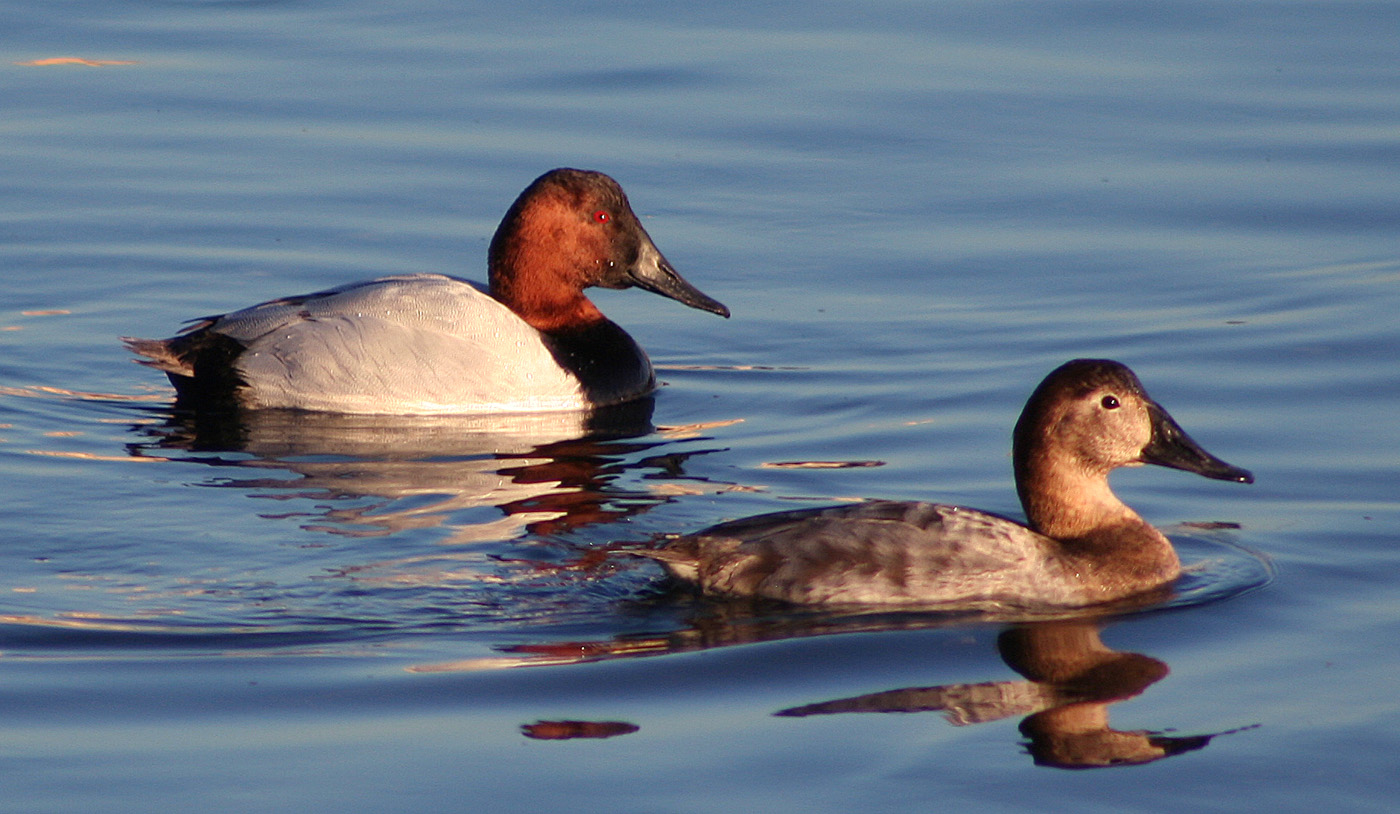
Riesentafelente, Paar

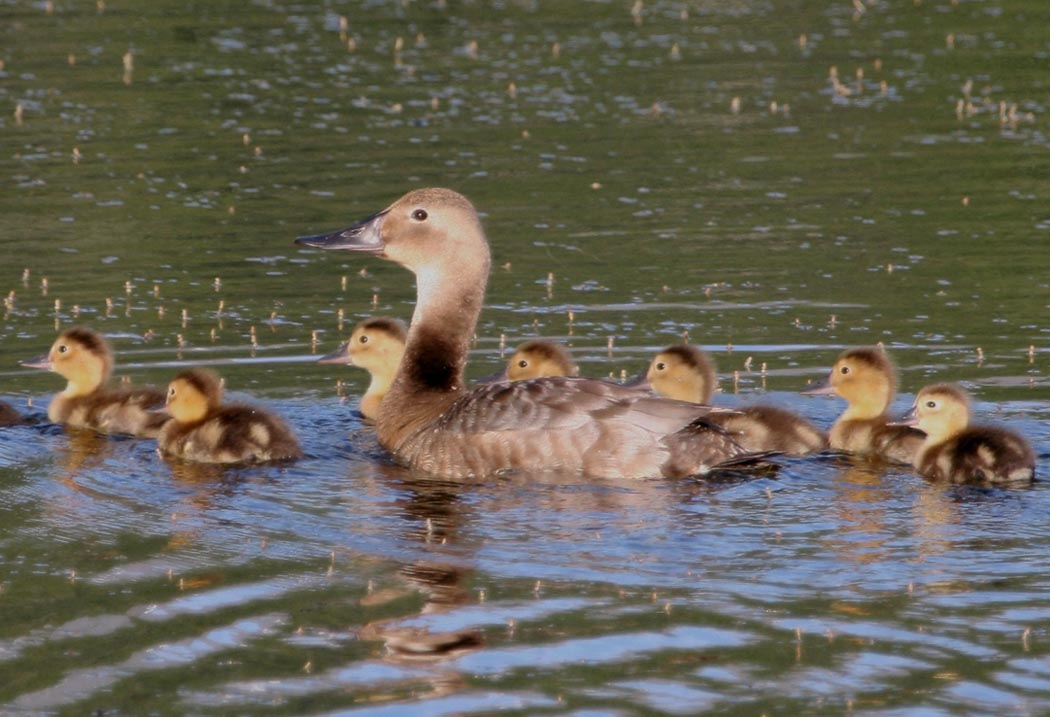
Weibchen mit Küken

Die Riesentafelente  (Aythya valisineria)  ist eine nordamerikanische Tauchente und wird auch Vallisneriaente genannt. Sie ähnelt in ihrem Federkleid der Rotkopf- und der Tafelente. Unter den Tauchenten ist sie die größte Art.
Die Bestände der Riesentafelente nahmen zwischen 1955 und 1993 jährlich um 0,6 Prozent ab. 1996 kam es jedoch zu einer sehr starken Vermehrung. Für dieses Jahr wurde die Population auf 770.600 Individuen geschätzt. Noch in den 1980er Jahren betrug die Populationszahl durchschnittlich 510.000 Individuen. Die Gründe für diese Populationsschwankungen sind bislang nicht ausreichend wissenschaftlich untersucht. Zum Populationsrückgang tragen Habitatverluste, eine geringe Verpaarungsrate und eine hohe Mortalität während des ersten Lebensjahres bei. Die Zunahme, die in den 1990er Jahren plötzlich zu verzeichnen war, hängt möglicherweise mit einer deutlich verbesserten Wasserqualität an wichtigen Rastplätzen zusammen.
In Mitteleuropa werden Riesentafelenten gelegentlich beobachtet. Dabei handelt es sich in den überwiegenden Fällen um Gefangenschaftsflüchtlinge. Als Wildvogel dagegen gilt ein Männchen, das von Januar bis März 2003 in den Niederlanden beobachtet wurde.

## Merkmale
Die 48 bis 60 cm lange und bis 1270 g schwere Riesentafelente weist einen ausgeprägten Sexualdimorphismus auf. Während das Männchen am Kopf und Nacken rostrot, an den Flanken hellgrau und an der Burst und am Bürzel schwarz gefärbt ist, ist das grau gesprenkelte Weibchen an Kopf, Nacken und Bürzel braun gefärbt.
Auffällig ist ihr Kopfprofil: Der Schnabelfirst setzt sehr weit oben an der Stirn an, so dass der Kopf in der Seitenansicht fast keilförmig wirkt. Von der Rotkopfente ist sie vor allem anhand dieses Kopfprofils zu unterscheiden.

## Verbreitung
Die Riesentafelente brütet von Alaska bis nach Nebraska und Minnesota und überwintert
von British Columbia, dem Große-Seen-Gebiet und Massachusetts bis südlich nach Florida, Texas und Mexiko. Der Vogel lebt an Seen, Flüssen, Meeresarmen und Buchten.
Ziehende Riesentafelenten erreichen auf ihrem Zug gelegentlich auch Europa. Als seltener Irrgast sind sie auf Island, in Großbritannien, Deutschland, Hawaii und den Marshallinseln belegt.

## Verhalten
Die  Riesentafelente ertaucht sich den größten Teil ihrer Nahrung, die hauptsächlich aus Wasserpflanzen, aber auch aus Weichtieren, Wasserinsekten und kleinen Fischen besteht. Ihre Vorliebe für den sogenannten „Wilden Sellerie“ Vallisneria americana gab der Art ihren wissenschaftlichen Namen. Im Herbst macht diese Pflanze bis zu 43 Prozent ihrer Nahrung aus. Wie bei vielen anderen Entenarten ist jedoch das Angebot entscheidend für die Nahrungszusammensetzung. Auf einigen Rastplätzen während des Zuges fressen Riesentafelenten fast ausschließlich tierische Kost. Dies kann auf ein reduziertes Nahrungsangebot an den Rastplätzen zurückzuführen sein. So veränderten sich die Nahrungsgewohnheiten der Riesentafelente, die in der Chesapeake Bay überwintern, von einer überwiegend pflanzlichen Kost auf eine, die fast ausschließlich aus Wirbellosen und kleinen Fischen besteht. Parallel zu dieser Nahrungsumstellung ging in der Chesapeake Bay die Unterwasservegetation stark zurück. Die Anzahl der überwinternden Riesentafelenten in dieser nordamerikanischen Bucht sank gleichfalls, stattdessen überwinterte eine größere Zahl an Riesentafelenten im Brackwasser an der Küste North Carolinas.
Die Riesentafelente ist mit Rotkopf- und Veilchenenten häufig vergesellschaftet. Den größten Teil des Tages verbringt sie schlafend oder auf offenen Wasserflächen ruhend. Ihre Futterplätze an den seichten Gewässerstellen sucht sie morgens und abends auf. Der größte Teil ihrer Nahrungssuche findet tauchend statt. Sie erreicht dabei regelmäßig Gewässertiefen bis zu vier Metern. Durch ihre Größe kann sie tiefer tauchen als andere Tauchentenarten. Sie kann jedoch auch dabei beobachtet werden, wie sie in flacheren Gewässern gründelt.

## Fortpflanzung
Die Riesentafelente sucht sich jedes Jahr einen neuen Partner und paart sich im Spätwinter. Sie nistet häufig an kleinen Binnengewässern zwischen Schilf und ähnlichen Pflanzen auf dem Boden oder auf einem treibenden Floß aus Pflanzenmaterial in Ufernähe. Riesentafelenten sind keine territorialen Enten. Die Nester dieser Art stehen häufig nahe beieinander. Rund 10 Eier werden vom Weibchen allein 24 bis 29 Tage bebrütet. Das Männchen hält sich bis zum Brutbeginn in der Nähe des Weibchens auf und zieht dann an die Mauserplätze. Die gut entwickelten Jungen können schon bald nach dem Schlüpfen der Mutter zur Nahrungssuche ins Wasser folgen, sind aber erst nach 56 bis 77 Tagen flügge.
Die Rotkopfente ist ein Brutschmarotzer der Riesentafelente. Die meisten Nester der Riesentafelente enthalten mindestens ein Ei dieser Entenart.

## Belege